# Everything Everywhere All at Once (colonna sonora)
Everything Everywhere All at Once  è un album con la colonna sonora dell'omonimo film, pubblicato il 25 marzo 2022 da A24 Music. I brani musicali sono stati composti dalla band statunitense Son Lux e si sono avvalsi della collaborazione di numerosi artisti, tra cui Randy Newman, Moses Sumney, Nina Moffitt, Chris Pattishall, Rob Moose, yMusic, Surrija. Anche l'attrice Stephanie Hsu ha prestato la propria collaborazione. I Son Lux hanno dedicato più di due anni per realizzare l'album, composto da 49 brani musicali.
L'uscita della colonna sonora è stata preceduta da due singoli, This Is a Life con Mitski, Ryan Lott e David Byrne il 4 marzo e Fence con Sumney il 14 marzo. L'album è stato pubblicato il 25 marzo 2022 da A24 Music con un'accoglienza positiva da parte della critica per la composizione, l'ambientazione, la fusione degli strumenti e la collaborazione di artisti rinomati.

## Tracce

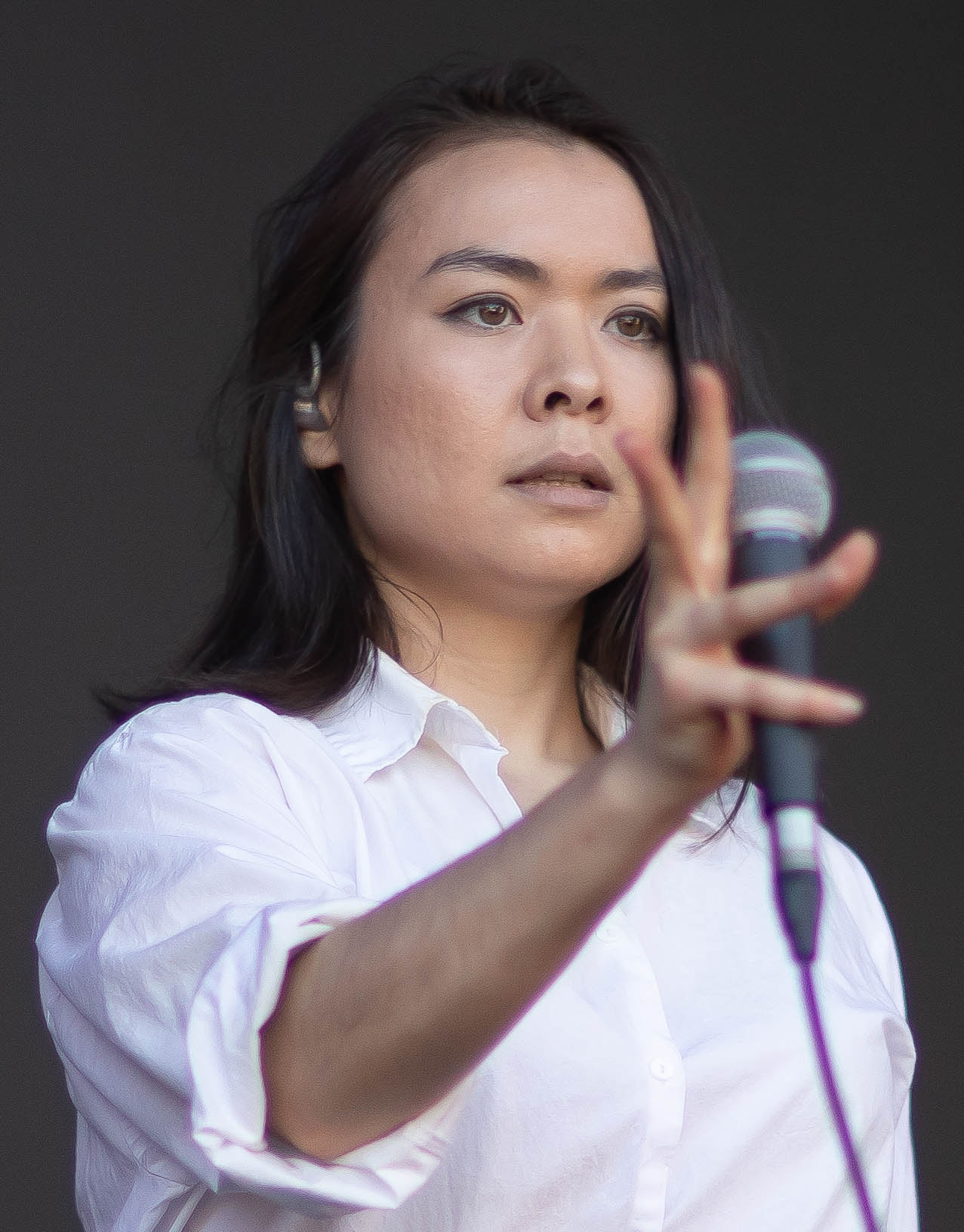
Mitski

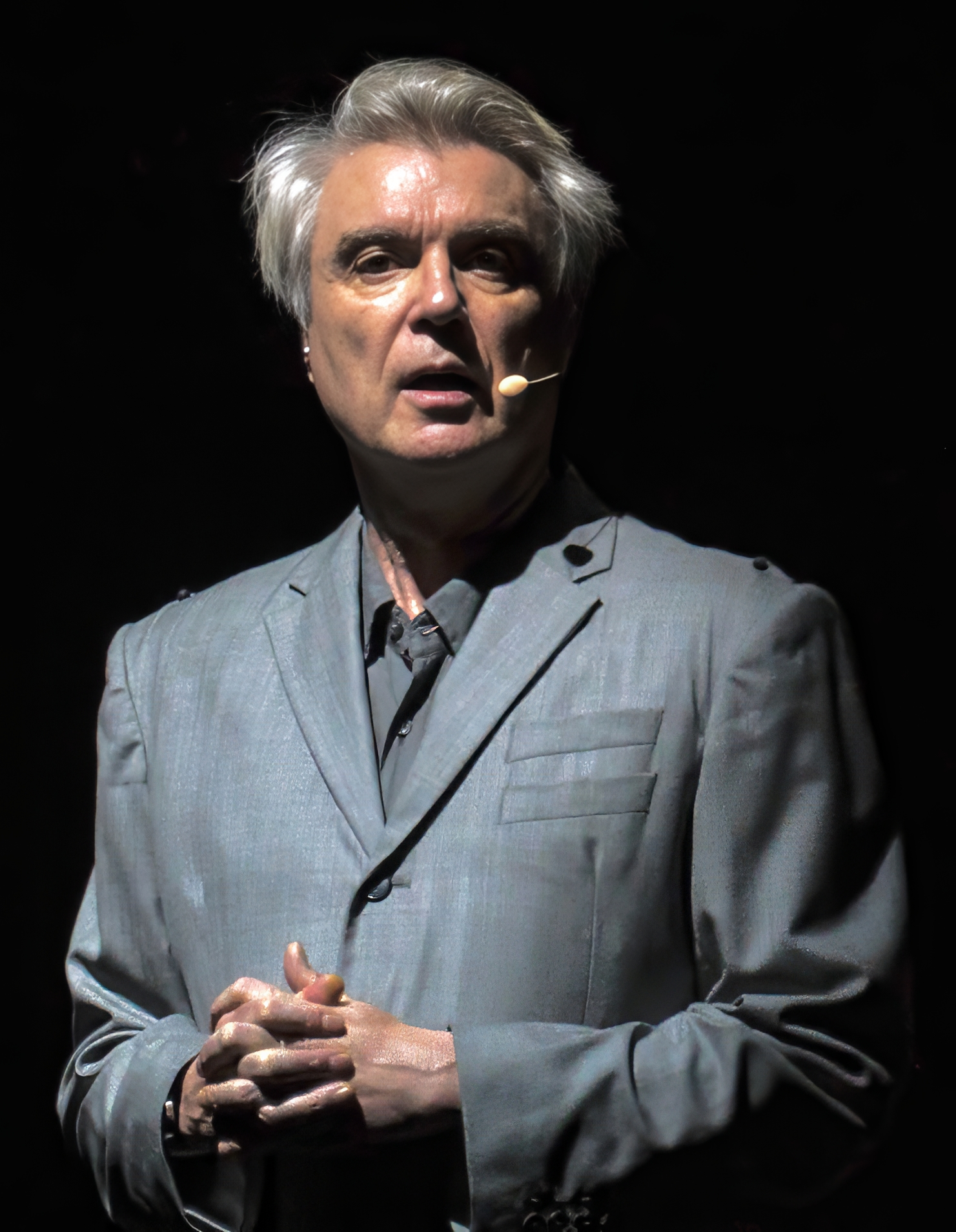
David Byrne

1. This Is a Life - Extended (feat. Mitski e David Byrne) – 3:35
2. Wang Family Portrait – 1:48
3. Very Busy – 5:09
4. Vvvery Busy – 2:07
5. What Are You Thinking About? – 2:03
6. What a Fast Elevator! – 2:44
7. Switch Shoes to the Wrong Feet – 1:46
8. Nothing Could Possibly Matter More – 2:23
9. A Choice – 1:42
10. Chapstick – 1:49
11. The Fanny Pack – 1:49
12. Jobu Tupaki – 2:04
13. The Alphaverse – 1:53
14. The Mission (feat. Nina Moffitt) – 2:21
15. Deirdre Fight – 5:03
16. Waymond Cries – 0:37
17. I Love You Kung Fu – 1:47
18. My Life Without You (feat. André Benjamin) – 1:34
19. The Story of Jobu (feat. Nina Moffitt) – 1:15
20. Rendezvous at the Premiere – 1:26
21. It’s You... Juju Toobootie (feat. Chris Pattishall e Nina Moffitt) – 1:13
22. Everything Bagel – 2:19
23. You’re Living Your Worst You – 2:28
24. The Boxcutter (feat. André Benjamin) – 2:20
25. Send Every Available Jumper – 2:42
26. Opera Fight (feat. Surrija e yMusic) – 2:17
27. Dog Fight (feat. André Benjamin) – 1:36
28. Drummer Fight – 1:01
29. Plug Fight – 2:35
30. Pinky Fight (feat. André Benjamin) – 1:15
31. I Have Been Watching (feat. Rob Moose e Nina Moffitt) – 1:39
32. Somewhere Out There in All That Noise – 1:26
33. Jobu Sees All – 2:06
34. The Temple – 2:22
35. Evelyn Everywhere – 3:28
36. Evelyn All at Once – 2:30
37. This Is How I Fight – 2:40
38. In Another Life – 2:25
39. It All Just Goes Away – 2:44
40. Clair de Lune (Pied au Piano) (feat. Chris Pattishall) – 1:39 (musica: Claude Debussy)
41. Come Recover (Empathy Fight) – 7:14
42. Your Day Will Come (Empathy Fight) – 3:05
43. Let Me Go – 2:01
44. Specks of Time – 2:49
45. This Is a Life (feat. Mitski e David Byrne) – 2:41
46. Fence – 3:36
47. Now We’re Cookin‘ (feat. Randy Newman) – 2:15
48. Sucked Into a Bagel (feat. Stephanie Hsu) – 2:30
49. I Love You – 0:39

## Riconoscimenti
- Premi Oscar
  - 2023 – Candidatura per la migliore canzone originale per il brano This Is a Life[2]
- Premi BAFTA
  - 2023 – Candidatura per la migliore colonna sonora per Everything Everywhere All At Once[3][4]